# Achaearanea schullei
Achaearanea schullei är en spindelart som först beskrevs av Willis J. Gertsch och Stanley B. Mulaik 1936.  Achaearanea schullei ingår i släktet Achaearanea och familjen klotspindlar. Inga underarter finns listade i Catalogue of Life.